# Tamás Varga
Tamás Varga (Szolnok, 14 luglio 1975) è un pallanuotista ungherese, vincitore di due medaglie d'oro ai giochi olimpici di Atene 2004 e Pechino 2008.

## Carriera
Con il Vasas vinse tre Coppe d'Ungheria, due Coppe delle Coppe e una Supercoppa LEN. Ha conquistato anche due Coppe LEN, rispettivamente con le calottine di Szeged e Cattaro. Ha allenato le nazionali giovanili ungheresi ed il Debrecen, squadra di cui è anche il presidente.

## Palmarès

### Nazionale
- Olimpiadi

Atene 2004: 
Pechino 2008: 
- Mondiali

Barcellona 2003: 
- Europei

Vienna 1995: 
Budapest 2001: 
Málaga 2008: 
- World League

New York 2003: 
Long Beach 2004: 